# Bernardo Pereira de Vasconcelos
Bernardo Pereira de Vasconcelos (Vila Rica, 27 de agosto de 1795 – Rio de Janeiro, 1 de maio de 1850) foi um político, jornalista, juiz de fora e jurista brasileiro da época do Império.

## Infância, família e educação
Nasceu diante da Casa dos Contos. Seu pai, Diogo Pereira Ribeiro de Vasconcelos, era natural do Porto, e foi criado em Minas Gerais e formado no Seminário de Mariana. Na última década setecentista teve convívio com Tomás Antônio Gonzaga, Cláudio Manuel da Costa e outros inconfidentes, porém não há prova de conivência ou simpatia para com tais ideias. Advogado, foi procurador da fazenda, caixa dos diamantes e juiz do crime no Rio de Janeiro. Foi, sobretudo, autor das Memórias sobre a Capitania de Minas Gerais, de Minas e Quintos do Ouro, de «escorregadelas poéticas». Sua mãe, mineira, D. Maria do Carmo Barradas, descendia dos primeiros povoadores da cidade do Rio de Janeiro, por seu pai João de Sousa Barradas, e de ilustre família de juristas portugueses, originários do Couto de Verride, termo de Montemor-o-Velho, Portugal, por sua mãe Jacinta da Fonseca e Silva. Tiveram numerosos filhos e receberam educação cuidada. Bernardo e o irmão Francisco Diogo Pereira de Vasconcelos seriam magistrados, senadores, conselheiros de Estado; outro irmão, Fernando, diplomado na Holanda em Ciências Naturais, fundou o Jardim Botânico de Ouro Preto. Jerônimo, o primogênito, seguiu jovem para Portugal onde foi tenente-general, ministro da Guerra, par do reino, conselheiro de Estado, feito Visconde de Ponte da Barca por D. Maria II. O problema da opção já se apresentava no Brasil desde finais do século XVIII, quando amadurecia no Brasil o sentimento nativista, sobretudo entre os indivíduos de nível intelectual mais alto, manifestando-se no conflito entre os deveres de vassalo e o apego à terra natural.
Bernardo seguiu para Portugal em 1807, aos 12 anos, a cargo de dois tios maternos, um desembargador na Casa da Suplicação e outro advogado. Acabou na Inglaterra e foi recambiado ao Brasil, por força da ocupação francesa. Concluídos os estudos preparatórios em 1813, já órfão de pai, voltou a Portugal e se matriculou nos cursos de Filosofia e de Direito na Universidade de Coimbra em outubro de 1814. Mais de 230 moços brasileiros estavam matriculados ali. Companheiros de turma eram José da Costa Carvalho, futuro deputado e regente do Império, depois marquês de Monte Alegre; Caetano Maria Lopes Gama, futuro deputado, senador, presidente de província, depois visconde de Maranguape; João Bráulio Muniz, futuro regente do Império e muitos outros. Coimbra em nada contribuiria para sua formação liberal. Crítico, diria mais tarde: «Estudei Direito Público naquela Universidade e por fim saí um bárbaro: foi-me preciso até desaprender.»
Concluiu o curso em julho de 1819 e permaneceu algum tempo em Lisboa, com seus parentes esclarecidos. Em 1820, já no Brasil, dirigiu uma petição a D. João VI para obter lugar na magistratura. Ganhou o juizado de fora de Guaratinguetá, mas não quis: pediu ao rei a ouvidoria em Vila Rica para entrar em exercício logo que vagasse. Acabou prestando mesmo juramento, em 30 de outubro de 1820, como juiz de fora da pequena vila de Santo Antônio de Guaratinguetá, empossando-se em janeiro de 1821. Foi exonerado em 1822, depois de muitas licenças para tratar da saúde. Em 1825, com 30 anos, foi nomeado desembargador da Relação do Maranhão, cargo que não chegou a desempenhar, pois em 1824 foi eleito para a Assembleia Geral Legislativa do Império, inaugurada em maio de 1826. Ali se tornaria conhecido.
Sua atividade se exercia sobretudo pela imprensa na velha Vila Rica, em 20 de março de 1823 elevada a categoria de Imperial Cidade de Ouro Preto. Em 18 de julho de 1825 apareceu na cidade seu jornal, O Universal. Estava iniciada sua tática de ter sempre um jornal à sua disposição, pois a ele se sucederiam O Sete de Abril, O Caboclo, O Brasileiro, A Sentinela da Monarquia, o Correio da Tarde.

## Carreira política e na imprensa

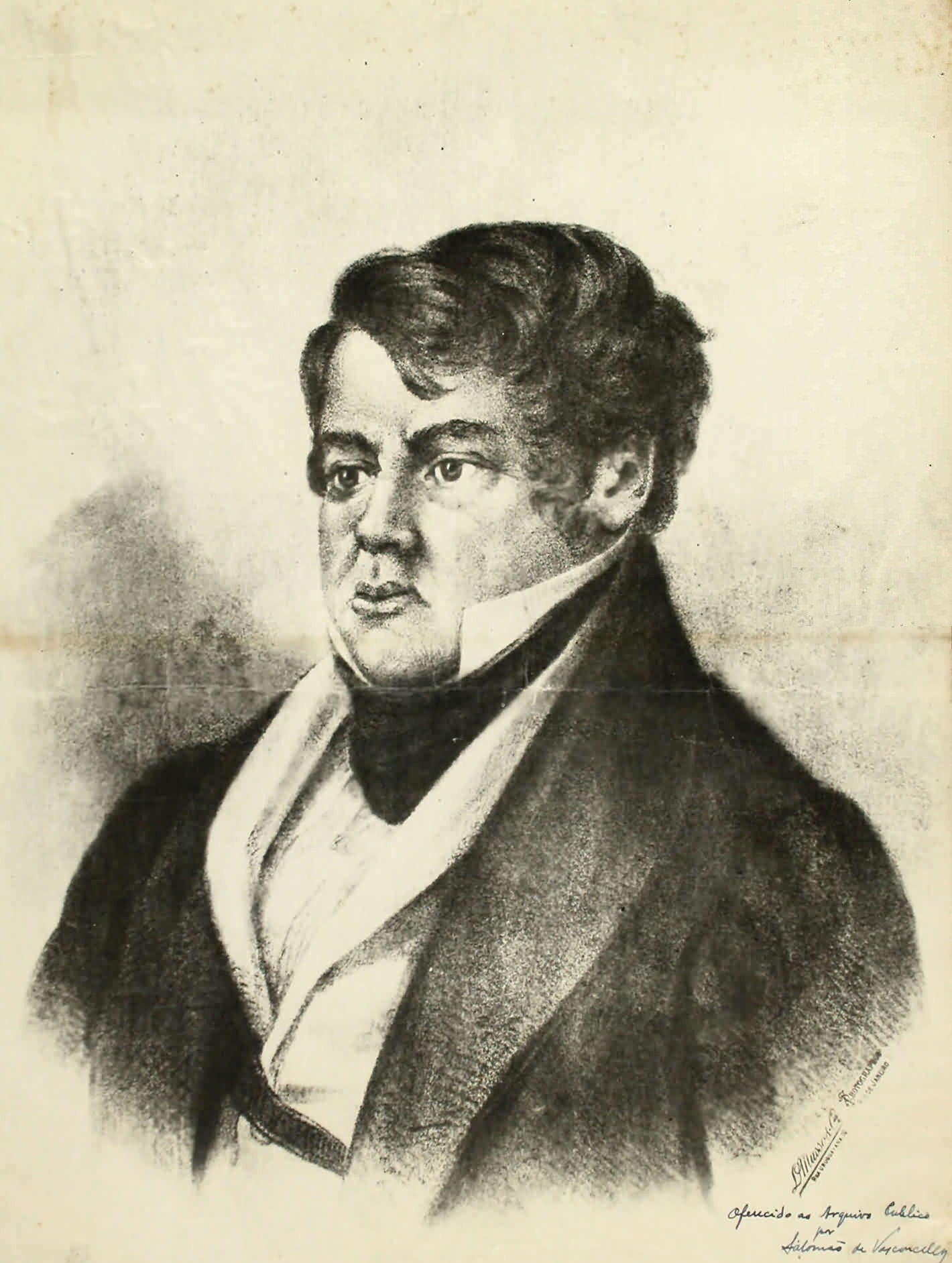
Bernardo Pereira de Vasconcelos.

Seu trato com negócios públicos teve início em 1825, no Conselho do Governo da Província de Minas Gerais, do qual fazia parte. Diamantes e o rio Doce eram os dois assuntos de interesse então, e Bernardo combateu corajosamente a concessão à Companhia dos Diamantes, levando o Conselho a representar ao imperador sobre sua inconveniência, e o decreto de 6 de maio de 1825 que aprovava a concessão da Sociedade de Agricultura, Comércio, Mineração e Navegação do rio Doce, gratuitamente dado aos ingleses (defendidos pelo marquês de Baependi) quando o rio já há muito era navegável e o maior obstáculo ao comércio não provinha de cachoeiras mas sim dos botocudos.
Em 1825 teve início também sua colaboração como principal redator do jornal "O Universal", publicado em Ouro Preto. Assim, durante 25 anos, homem de saúde precária, manterá trabalho ininterrupto na elaboração de leis e de códigos, das discussões na Câmara, até seu fim imprevisto. Mal fechava a Câmara no Rio, voltava a Minas e tomava parte nos trabalhos do Conselho do Governo da Província e depois na Assembleia Provincial. Para poder seguir para a Corte em março de 1826, vendeu uma chácara, a do Funil.
Foi deputado na primeira Câmara Legislativa do Império. Instalada em sessão solene, em 6 de maio de 1826, com a presença do imperador, que lhe recomenda a votação de leis complementares, a primeira legislatura da Câmara dos Deputados delibera sobre a difusão da vacina contra a varíola, a regulamentação das relações entre Igreja e Estado; o processo de desapropriação à fixação das Forças Armadas; a dotação da família imperial, a reforma do Judiciário; a instrução pública, a criação dos cursos jurídicos em São Paulo e Olinda; a separação entre os poderes e definição de competências; a responsabilidade dos ministros de Estado por crimes políticos; a administração municipal e o Código Criminal de 1830, com origem em projetos de Bernardo de Vasconcelos e José Clemente Pereira.
De sua autoria, em 7 de agosto de 1826, foi o projeto que criava o Supremo Tribunal de Justiça, convertido em lei apenas em 1828 que aboliu o Desembargo do Paço, numa grande reforma descentralizadora. Teve parte importante na discussão sobre a fundação dos cursos jurídicos, que queria no Rio de Janeiro, combatendo as influências bairristas.
Nesta Câmara de 1826, aliás, houve a primeira comissão dos cinco, importante na tradição parlamentar brasileira, e Vasconcelos dela fez parte como relator, ao lado de Januário da Cunha Barbosa, Almeida e Albuquerque, Nicolau de Campos Vergueiro e Lúcio de Gouveia. Logo de início se impôs aos companheiros e desde então esteve no primeiro plano. Esforços ingratos, pois a Constituição de 25 de março de 1824, com seu Poder Moderador, chave de toda a organização política e delegado privativamente ao Imperador, «e o Poder Executivo chefiado também pelo Imperador, inviolável, sagrado e irresponsável» nas palavras do historiador Octávio Tarquínio de Sousa, não se ajustavam facilmente a mecanismos de gabinete. É verdade que a Constituição foi feita às carreiras, mas também o regime parlamentar nascera de repente.
A Monarquia constitucional, a forma de governo preferida da burguesia em seu apogeu, constituiu o ideal de Bernardo Pereira de Vasconcelos. Guiou-o sempre um liberalismo à moda inglesa, com um liberal sincero, sem sem jamais ser um ideólogo (apegado a construções apenas teóricas). O princípio monárquico lhe parecia o elemento aglutinador por excelência de um país sacudido por lutas internas e ameaçado de secessão. Há quem afirme estar a chave de todas suas atitudes na frase — «Para que havemos de questionar sobre o que é melhor fazer-se, se o aperto das nossas atuais circunstâncias só nos faculta indagar o que se pode fazer?».
José Pedro Xavier da Veiga, em Efemérides Mineiras, diz: «Espírito prático e positivo até a insensibilidade, preconizava para os problemas sociais soluções consoantes ao interesse tangível do Estado, perecessem embora altos princípios de ordem moral.» Por isso mesmo a vinda de escravos negros para o Brasil lhe parecia uma necessidade imperiosa de civilização e do desenvolvimento do país.
Desde 1826, quando da morte de D. João VI, o imperador se sentia atraído para Portugal, para os interesses portugueses, absorvido pelas complicações da política portuguesa. Portuguesa era sua roda palaciana, quase toda antipática aos brasileiros. E a impopular guerra no Sul, origem de tantos recrutamentos brutais, e de que resultou a perda da Província Cisplatina, dava ensejo a violências. A Câmara ia fechar e pouco pudera remediar… Bernardo de Vasconcelos, porém, trabalhava muito e já em janeiro de 1827 anunciava em O Universal «a 1$600 por exemplar o projeto do Código do Império», código criminal que por si só perpetuaria seu nome.

## O desempenho na Câmara
Dois projetos para o futuro Código Criminal do Império foram apresentados na Câmara quando de sua reabertura em abril de 1827: o seu e o de José Clemente Pereira. No código adotado em 1830 preponderou seu trabalho, fazendo obra inovadora e notável.
E começavam suas críticas ao arbítrio dos ministros de Estado, esquecidos «da razão, da atividade política, do bem social». Traçara-se um programa: «Deputado nacional estou neste lugar para defender os interesses gerais e não para fazer a corte a ninguém».
Tomou a iniciativa da extinção do Tribunal do Conselho da Fazenda, obsoleto e inútil, e depois dos tribunais do Desembargo do Paço e Mesa da Consciência e Ordens. Já era francamente pela abolição do tráfico de escravos, em discurso a 3 de julho de 1827. Mas mudaria ainda nesse assunto. Criados os cursos jurídicos, candidatou-se a professor em São Paulo, mas sua petição ao imperador não teve êxito. Não era benquisto — e o marquês de Baependi continuava a ser seu maior adversário, acusando-o de «gênio atrabiliário e descomedido». Sua resposta ao que chamava as calúnias do marquês foi uma sensacional obra, Carta aos senhores Eleitores da Província de Minas Gerais, datada de 30 de dezembro de 1827, em Ouro Preto, publicada na tipografia de O Astro, jornal de São João del-Rei. Recapitulando sua ação política até então, desenvolvia um largo programa administrativo, com lucidez pouco comum e propunha um governo de gabinete, instituições liberais à moda britânica. O constitucionalismo do imperador, porém, não ia até lá… D. Pedro I queria governar e, por força de seu temperamento, desmandava-se, não deixava nenhuma iniciativa aos ministros, que se sucediam.
Em 1828 teria sido chamado para um ministério, e o recusou. O Reverendo Walsh, o inglês que o conheceu e descreveu em Notices of Brazil in 1828 and 1829, diz que era na altura «o célebre deputado Vasconcelos, considerado pelos seus compatriotas o Franklin ou o Adams do Brasil, o líder da voz popular.» As honras de ministro caíram em José Clemente Pereira. Desde 1827 outra figura crescia no Rio, com o surgimento de Aurora Fluminense, o jornal de Evaristo da Veiga, que visava os mesmos fins e com ele muitas vezes esteve de acordo.
Em 1828, Vasconcelos, relator da comissão da Fazenda, propôs a extinção do Banco do Brasil, que se aproximava da bancarrota, entregue a gente incapaz e menos escrupulosa. Pela primeira vez os orçamentos públicos foram discutidos. Mostrou-se parlamentar por excelência no exame meticuloso, paciente, inflexível das contas públicas. Liberal em política, era liberal em economia e de sua iniciativa foi uniformizar a taxa de importação, reduzindo-a a 15% para todos os países. Sustentava que o governo não tinha autoridade para ingerir em negócios da indústria — «o que é indispensável é guardar-se o mais religioso respeito à propriedade e à liberdade do cidadão brasileiro.»
O dia 18 de julho de 1829 tinha sido um dos maiores de sua vida, no movimento de afirmação das prerrogativas da Câmara, posto o Governo transgressor da Constituição e das leis no banco dos réus, na pessoa do general Joaquim de Oliveira Álvares, ministro da Guerra. Até 1834 continuaria seu nome muito alto no favor público, e só depois começaria o declínio. Em 1840, por ocasião do golpe de Estado da Maioridade, sua casa seria apedrejada. Vinte dias depois de fechada a Câmara pelo Imperador, em 1829, retornava a Minas com grandes festas e em dezembro de 1829 estava de novo mergulhado nos trabalhos do Conselho Geral da Província.
Nas eleições para a nova Câmara de 1830, concorreu para que Minas Gerais elegesse Martim Francisco Ribeiro de Andrada, Vieira Souto e Evaristo da Veiga, e ele próprio fosse reeleito. Teve êxito em outros Estados, pois seu prestígio crescera e era visto como uma espécie de chefe dos liberais. A Câmara abriu sessões a 3 de maio. Seria a última tentativa de governo de gabinete sob D. Pedro I, com o ministério do marquês de Barbacena. Vasconcelos deu-lhe apoio e procurou facilitar sua tarefa para firmar o sistema constitucional. Colaborar, para ele, não era conformismo nem servilismo, mas sim estudar a fundo as propostas, esmiuçar, reduzir despesas. Mas D. Pedro não cedia no que julgava ser seu direito e dever de governar, desconfiava dos ministros e dos deputados e, pela primeira vez, Vasconcelos usou linguagem revolucionária. Chegaram ao Rio a 14 de setembro de 1830 notícias da revolução que em Paris, em julho de 1830, abatera o trono de Carlos X de França. «<O choque foi elétrico, muitos indivíduos no Rio, Bahia, Pernambuco e São Paulo iluminaram suas casas», diz Armitage.

## A revolução de 7 de abril de 1831
Os jornais se multiplicavam, publicavam-se 53 no Império dos quais 42 eram de feição liberal e havia os que pregavam a federação. A indignação se avolumava, o espírito revolucionário se espalhava pelas províncias, houve prisões, devassas, perseguições, Líbero Badaró foi assassinado e uma campanha demolidora apontava a Constituição outorgada como a capa de "traidores e absolutistas". Teimoso e apaixonado, D. Pedro I lançou uma proclamação em Ouro Preto a 22 de fevereiro de 1831, indignado com o "partido desorganizador", que tinha traçado um "plano revolucionário" e queria realizar a federação. Seguiu-se o famoso ultimato ao imperador, redigido por Evaristo da Veiga, em que se disse toda a verdade ao monarca — a 6 de abril D. Pedro substituiu o ministério, formando outro de marqueses, nomes impopulares, odiosos aos liberais. A insurreição popular estava nas ruas, a sedição militar. Altivo, ainda teimoso, o imperador abdicou na pessoa de seu filho, o Sr. D. Pedro de Alcântara, que contava os anos nos cinco dedos — ficava o Brasil entregue por assim dizer a si mesmo.
Vasconcelos se deixara ficar em Ouro Preto, vindo em marcha lenta para o Rio, onde chegou a 2 de maio de 1831. Aliou-se imediatamente a dois homens que viam as coisas como ele: Diogo Antônio Feijó e Evaristo da Veiga. Havia-se operado grande transformação no Brasil. Escolhera-se uma regência provisória, composta de elementos moderados. A revolução material acabara mas faltava a revolução moral, segundo ele. A 9 de junho de 1831, manifestando-se partidário da suspensão dos pagamentos da dívida externa contraída contra a letra expressa da Constituição e resultante do "empréstimo português" (para indenizar Portugal pela independência…), sentia que a crise não estava debelada. De um lado havia os arrebatamentos de descontentes republicanos, federalistas, anarquistas; do outro, as manobras dos absolutistas que começavam já a sonhar com o retorno de D. Pedro I. Por isso se aliou a Evaristo da Veiga, elemento moderado e liberal, e andou mesmo à sua sombra na condução dos acontecimentos. Quando a 5 de julho de 1831 Feijó foi nomeado Ministro da Justiça, viu-se que era o homem necessário que chegava. A 17 de julho Vasconcelos assumiu a pasta da Fazenda. O governo fora remodelado, Lino Coutinho era ministro do Império, Manuel da Fonseca Lima e Silva ministro da Guerra.

## Ministro da Fazenda
Vasconcelos nem pôde tratar logo dos assuntos de sua pasta, incumbido de redigir a Exposição dos Princípios do Ministério, feita à Assembleia em 23 de julho, programa em que assentavam as bases do novo governo. No documento se acentuava a "unidade do governo" e sua responsabilidade coletiva. Vinha depois a interpretação, conservadora é certo, da Revolução de 7 de Abril, em que se dizia não ter havido de "subverter as instituições constitucionais e de mudar a dinastia, nem o de consagrar a violência e proclamar a anarquia" mas, usando do "direito de resistência à opressão, popularizar a monarquia, arredando-se dela os abusos e os erros (…) a fim de reconciliá-la com os princípios da verdadeira liberdade". Tal exposição de motivos é associada com a política de «regresso» mais tarde abertamente preconizada por Vasconcelos: abandono dos processos violentos, de golpes revolucionários, política de conservação, conciliando o progresso com a ordem.
Seu rumo na pasta foi: boa administração e distribuição das rendas públicas com a reforma do sistema de impostos; pronta liquidação do Banco do Brasil; melhoria do meio circulante; consolidação do crédito público; restrição nas despesas do Estado e reforma do aparelho fazendário. Foi escasso o tempo de que dispôs e o essencial do que pode fazer está no Relatório apresentado à Câmara em 8 de maio de 1832 mas conseguiu, em termos administrativos, dar execução à lei de 4 de outubro de 1831, de organização do Tesouro Nacional e das Tesourarias das províncias, base do aparelho fazendário e obra de grande valor, e deu novo regulamento às Alfândegas por decreto de 16 de julho de 1832. Quanto à situação financeira, com a subida do câmbio as remessas para o pagamento da dívida externa passaram a custar 60% menos. Continuou a liquidação do Banco do Brasil mas, tendo mudado de opinião, propunha a criação de outro banco, para evitar a usura estrangeira nos empréstimos, facilitar recursos aos agricultores, socorrer e alentar indústria e comércio. Na prática, fez o que condenara em seus antecessores: mandou cunhar moeda de cobre e se justificou pelo «império da lei da necessidade», com isso provocando, entretanto, grande escândalo e campanha do órgão reacionário que era O Caramuru e de O Carijó, jornal dos restauradores, e tinha a animosidade dos Andrada, pois figurava entre os que desejaram a destituição de José Bonifácio de Andrada e Silva de tutor de D. Pedro II.
Esteve ainda entre os que desejaram o golpe, fixado para 30 de julho de 1832, de converter-se a Câmara dos Deputados em Assembleia Nacional Constituinte, fazendo-se as reformas necessárias sem a colaboração do Senado, reduto conservador. Quando Honório Hermeto Carneiro Leão frustrou o golpe, a Regência, ou seja, Feijó, ficou; mas o ministério partiu e com ele Vasconcelos. Entregou a pasta ao sucessor em 4 de agosto e voltou à cadeira de deputado.

## A sedição em Ouro Preto e a volta à Câmara
Suas grandes orações, em 28 de agosto e em 5 de setembro de 1832, combatiam Martim Francisco Ribeiro de Andrada.
Mais tarde, enfrentou quase sozinho uma sedição militar em Minas Gerais, o movimento de 22 de março de 1833, quando era substituto legal do presidente da Província, Manuel Inácio de Melo e Sousa, futuro barão de Pontal. Depois de muitas peripécias, instalou o governo legal em São João del-Rei em 5 de abril e devolveu a presidência a Manuel Inácio. Foi absolvido pelo Aurora Fluminense, que louvou suas ações, «fulminando os sublevados». Conspirava-se abertamente pelo retorno de D. Pedro I e Evaristo da Veiga, em sua Sociedade Defensora, entre seus ´chimangos´ ou ´´chapéus redondos´, combatia a volta do monarca. Eram ele e Vasconcelos o maior alvo da campanha caramuru.
Teve grande parte no Ato Adicional (lei de 12 de agosto de 1834), cujo verbete pode ser lido. Com a Exposição de 1831 e o Ato Adicional de 1834 estava traçada a linha política de sua vida, sua política realista. Voltando a seus trabalhos na Câmara, ali combatia Araújo Viana e mais ainda Aureliano Coutinho por meio do órgão de seus maus sentimentos, O Sete de Abril. 1834 foi o ano que marcou sua vida. Até então era liberal; embora liberal sem extremos, queria reformas. Mas de repente o espetáculo das dissensões, lutas, a ameaça permanente de secessão e a anarquia o fizeram parar. Pareceu-lhe que prosseguir nas reformas seria sacrificar a ordem. Não parar, até não retroceder, seria atacar a unidade do vasto Império. Teria entrado em sua amargura o despeito por não ter sido ministro, ou escolhido senador — mas não terá sido isso o motivo que orientou suas ideias e seus interesses, concretizados no futuro partido conservador.
Inaugurando-se as assembleias provinciais, Vasconcelos foi eleito em 1834 para a de Minas Gerais, cuidando das estradas e da instrução primária. Na Câmara, reabertas as sessões, defendia o tráfico africano que continuaria impune até 1850. Haviam malogrado as tentativas de imigração de colonos europeus e o partido conservador, que sem dúvida Vasconcelos almejava criar, recrutaria adeptos entre os fazendeiros e os senhores de engenho. Suas relações com Evaristo da Veiga já não eram as mesmas, o Sete de Abril lançava farpas contra a Aurora Fluminense.
A morte de D. Pedro I em 24 de setembro de 1834 já ajudara a desanuviar o panorama político, mas Feijó, eleito Regente, não conseguira abafar as crises. Faltavam-lhe tato, prudência, moderação, submissão à maioria parlamentar, equidistância entre os partidos. Depois de dois anos quase perdidos, a Regência passou para Pedro de Araújo Lima. Feijó reassumiu a regência mais tarde, descrente e doente, e havia sedição no Pará, sedição em Porto Alegre, problemas com a Santa Sé. Aberta a sessão legislativa de 1836, Vasconcelos desfechou contra ele ataques virulentos próprios de deputado oposicionista, de chefe da oposição agora. O conflito persistiu até 1837, quando Feijó, desanimado de lutar, passou a Regência a Pedro de Araújo Lima, o futuro marquês de Olinda.

## O Partido Conservador e de novo ministro
A transformação política pressentida por Vasconcelos ficou patente nas eleições para a legislatura de 1838 a 1841, quando triunfaram os que na Câmara faziam oposição a Feijó e eram na maioria gente cujos interesses exigiam ordem, paz social, garantias jurídicas — o voto dos «eleitores do campo», como dizia Evaristo da Veiga — fazendeiros e senhores de engenho, em detrimento dos eleitores urbanos. Vasconcelos, segundo Octávio Tarquínio de Sousa, «colocou-se a serviço da grande lavoura que ia afinal preponderar na direção política do Brasil» e «defenderia as causas que se ajustavam aos interesses dos donos de escravos». Era uma política de frio realismo e de conveniência imediata, sem concessões ao que julgava quimérico ou inexequível.
Nos primeiros meses de 1837 surgiu a ideia da antecipação da maioridade de D. Pedro II, com 12 anos. Vasconcelos foi contra por não lhe parecer que o pretexto da maioridade fosse o melhor meio de afastar Feijó da Regência. E tanto mais que a diminuta maioria do governo já se transformara em minoria com o falecimento do maior sustentáculo de Feijó, que era Evaristo da Veiga, morto a 12 de maio de 1837. Vasconcelos retomou na Câmara seus ataques contra o Governo, escolhendo como vítima o velho vice-almirante Tristão Pio dos Santos, ministro da Marinha, que os jornais da oposição apelidaram Alegrão Ímpio dos Diabos. Na renovação que se operaria com a retirada de Feijó, teve outra vez lugar no Governo.
A 19 de setembro de 1837 Pedro de Araújo Lima foi nomeado ministro do Império e substituto legal de Feijó na Regência. Vasconcelos foi por ele escolhido ministro da Justiça e interino do Império, no chamado «ministério das capacidades». Expediu uma circular em 19 de setembro aos governos provinciais em que traçou a orientação do governo de forma parlamentarista. Nunca se usara linguagem parecida, salvo na frustrada experiência do ministério do marquês de Barbacena em tempo de D. Pedro I e no de 16 de julho de 1831. A revolução continuava no Rio Grande do Sul, onde Bento Gonçalves fugira da prisão, rebentava a Sabinada, as desordens tiveram novo surto com a Balaiada no Maranhão. Mas havia um tão grande interesse de paz, sobretudo nos elementos que encarnavam o poder, um cansaço das lutas, que Vasconcelos julgou apropriado o momento para a formação do partido conservador.
Uma de suas grandes iniciativas foi a fundação do Colégio Pedro II, por decreto de 2 de dezembro de 1837, o primeiro grande estabelecimento de ensino secundário no país. Inaugurou-se no dia do aniversário do imperador, em março de 1838, no edifício do antigo Seminário de S. Joaquim, tendo por reitor D. Fr. Antônio de Arrábida, bispo de Anemúria. Criou ainda uma Escola de Agricultura na fazenda do governo na lagoa Rodrigo de Freitas, reformou o Jardim Botânico ali existente.
Na nova legislatura de 1838, recebeu adesões valiosas: José Clemente Pereira, o antigo ministro de D. Pedro I, Antônio Carlos Ribeiro de Andrada. Era apoiado ainda pelas futuras grandes figuras do partido conservador, Honório Hermeto Carneiro Leão, Paulino de Sousa, Joaquim José Rodrigues Torres. No combate ao ministério, Teófilo Otoni, Limpo de Abreu.

## Senador
Vasconcelos chegou ao senado em 1838 como representante de Minas Gerais e tomou posse a 29 de setembro. Tinha 43 anos mas, de tão doente, parecia um velho. Recebido com hostilidade, assumiu de início atitude de sobranceria desdenhosa que irritou muita gente.
No início de 1839 a crise estava próxima. Desde o final de 1838, Vasconcelos fizera publicar uma declaração sintomática: «Bernardo Pereira de Vasconcelos, Ministro e Secretário de Estado dos Negócios da Justiça e encarregado interinamente dos do Império, declara que longe de haver divergência que parece acreditar o Sete de Abril nº 652, existe a maior harmonia entre ele e seus colegas que compõem o atual Ministério na política seguida com os governos de Buenos Aires e Montevidéu e que não se considerando superior a nenhum dos seus colegas em sentimentos americanos, não lhe pode caber o elogio do que ali se faz, uma vez que não seja extensivo a todos os outros senhores.»
Vasconcelos em 16 de abril de 1839 demitiu-se, antes da abertura da Câmara. Divergências quanto à situação no Rio Grande do Sul, onde o exército legalista sofria contínuos reveses, e o desejo, que Araújo Lima contrariou, de fazer Miguel Calmon senador. Não tinha razão, pois a escolha dos senadores era ato do Poder Moderador. Todo o gabinete o acompanhou e Vasconcelos só voltaria ao poder em 1840, e por horas apenas.
Voltou ao Senado mas não foi eleito para qualquer Comissão. E além da campanha difamatória na Câmara, «no Senado todos porfiavam em reduzi-lo, em humilhá-lo, num apaixonado ajuste de contas.» Na operação se empenharam as figuras principais: Feijó, Barbacena, Vergueiro, Alves Branco, Alencar. A todos enfrentou e defendeu-se com vantagem.

## A Maioridade
A experiência ultraliberal da Regência chegava ao fim. E a Maioridade, levada a cabo por uma lei inconstitucional ou por um golpe de Estado parlamentar, como afinal veio a se realizar, tinha sobretudo o apoio dos liberais liderados por Teófilo Benedito Ottoni mas os conservadores a aceitavam. A nação, diz Otávio Tarquínio de Sousa, «esquecera as demasias do poder pessoal e clamava por um rei». «O ato de suprimento de idade seria como a visita do Espírito Santo. Tivesse o país um imperador e a ordem se implantaria providencialmente…»
Mas o Brasil progredia. Na Regência se havia feito a primeira concessão de estrada de ferro e começara a modernização dos meios de transporte, aparecendo gôndolas-ônibus e diligências. «O chá, o café e a cerveja substituíam o clássico e refrigerante aluá», diz Vieira Fazenda em Aspectos do Período Regencial. Já eram sorvetes em 1830 os nevados oferecidos na festa do segundo casamento de D. Pedro I.
Com a instalação da sessão da Assembleia Geral em 1840 o movimento maiorista tomou corpo. Foi fundado o Clube da Maioridade ou Sociedade Promotora da Maioridade, sendo aclamado seu presidente Antônio Carlos. Vasconcelos, no Senado, discutia seu projeto de reforma do Código de Processo, e agia de acordo com Paulino de Sousa, futuro visconde do Uruguai, o ministro da Justiça.
Na sessão de 13 de maio Holanda Cavalcanti, José de Alencar, Paula Cavalcanti, Firmino de Melo e Costa Ferreira apresentaram dois projetos: um declarava o imperador maior, outro criava o Conselho Privado da Coroa. O caso figurou na ordem do dia 20. Foi rejeitada na votação, por dois votos: 18 a 16. Vasconcelos só entrou no recinto depois de proclamado o resultado. Explicou-se: «Voto contra a maioridade sem garantias para o trono e para o país.» Queria antes criação de um Conselho de Estado, que se fizesse a reforma dos Códigos, se implantasse a disciplina no Exército, se reformasse a administração da Fazenda.
Sondado, o menino imperador disse que queria — «Quero já!». Armou-se a trama, pois os liberais ansiavam pelo poder. Depois de dias de negociações na Câmara, discursos, protelações, deputações a D. Pedro em São Cristóvão, diluíram-se as resistências, cedeu o regente e cedeu o ministro do Império, Vasconcelos, nomeado nove horas antes, e se demitiu. No dia 23 de julho de 1840 D. Pedro II jurou «observar e fazer respeitar a Constituição Política da Nação Brasileira» (a mesma cujo artigo 121 o declarava menor até a idade de 18 anos completos) e no dia seguinte liberais recebiam pastas de ministro: Antônio Carlos, Martim Francisco, Holanda Cavalcanti, Paula Cavalcanti, Limpo de Abreu. Em agosto, nos primeiros dias da nova situação, Vasconcelos comparecia ao senado e discutia, como sempre, todos os assuntos.

## No Segundo Reinado
Um novo ministério subiu ao poder em 23 de março de 1841, todo conservador, mas nele não figurou Vasconcelos. Mas a obra desse Gabinete foi a consolidação de sua política, «o regresso». Em maio foi eleito para duas Comissões, a de Constituição e Diplomacia, e a da Fazenda. Era seu o programa: reforma na legislação criminal e no processo, Conselho de Estado, boas finanças, reorganização das forças armadas. Vasconcelos votava com a maioria — ou a maioria votava com ele.
Votaram-se as leis do Conselho de Estado e a da reforma do Código de Processo (lei de 3 de dezembro de 1841) com grande participação de Paulino de Sousa e Vasconcelos. Aos dois se deve a orientação, a doutrina, a legislação da política conservadora do Império. A grita que a lei de 3 de dezembro provocou foi imensa entre os liberais, e no restabelecimento do Conselho de Estado se quis ver a origem da revolução de 1842 (Vasconcelos, aliás, foi o homem mais visado por este movimento, acusado de obra retrógrada e funesta). Abrindo-se as Câmaras em 1843, foi escolhido para as da Fazenda e de Constituição e Diplomacia, como antes, mas já estava perto do fim: desde o início começou a defender a dissolução da Câmara eleita em 1840, a atacar a revolução de 1842, a fazer picuinhas a Feijó. Já quase hemiplégico, tornara-se o companheiro assíduo de um homem em ascensão, Honório Hermeto Carneiro Leão. Lutava sobretudo com Holanda Cavalcanti e Alves Branco. Cada vez mais escravocrata, cada vez mais partidário do tráfico africano, levava o espírito conservador a extremos, pelo gosto da contradição.
Sua vida parlamentar continuava. Por essa época, tornou-se, com seus discípulos saquaremas, defensor do protecionismo alfandegário em favor da industrialização brasileira, aproveitando a ocasião da expiração dos tratados comerciais que, por várias décadas, haviam subtraído do governo imperial a sua liberdade para estabelecer uma política alfandegária segundo os seus próprios interesses. Vasconcelos, inspirado pelas ideias de Edward Gibbon Wakefield, o administrador colonial britânico que também influenciou aspectos do projeto de Lei de Terras, atribuía ao desenvolvimento da indústria manufatureira a capacidade de atenuar as consequências socioeconômicas catastróficas esperadas do fim do tráfico de escravos africanos e da própria escravidão. Por esse motivo, foi crítico contundente das tarifas alfandegárias estabelecidas pelo seu rival Alves Branco, então Ministro da Fazenda, em 1844, por considerá-las insuficientemente protetoras da indústria nacional nascente e contraditória com o discurso do próprio ministro e com as diretrizes protecionistas que vinham sendo seguidas pelo gabinete conservador em 1843, até ser apeado do poder.
Excluído das comissões em 1845, só compareceu ao Senado em fins de abril. Declarava que ia ao Senado distrair-se de suas dores. Mesmo assim era considerado chefe da oposição aos liberais, cujo predomínio se aproximava do fim. Em 1849 tinha 54 anos, vinte anos de sofrimentos e má saúde, mas seria tratado sempre com dureza e crueldade, pois ele próprio nada tinha de ameno, de suave. Era conselheiro de Estado, senador do Império, grã-cruz da Legião de Honra, morava em palacete próprio à rua do Areal, perto do Senado, com carruagem, louça de fina porcelana com suas iniciais, fugia de vez em quando para sua chácara do Macaco. Fez seu testamento em 1847 mas morreu só em 1º de maio de 1850, vítima de uma epidemia de febre amarela no Rio de Janeiro. A mesma que ele dizia não haver no Rio de Janeiro, ser invenção dos médicos. Não houve discurso algum no Senado, nem palavras de pesar. Na Câmara as manifestações foram menos frias, nomeando-se uma comissão de cinco membros para assistir ao funeral no cemitério do Catumbi.

## Avaliação
Jornalista, parlamentar, administrador, legislador, atuou de forma incisiva e infatigável, tendo ocupado sucessivamente como ministro as pastas da Fazenda (1831), Justiça e Império (1837). Na última, a mais alta direção política, foi dos mentores e fundadores do Partido Conservador, depois de ter militado nas alas liberais. Às críticas à sua nova posição política, considerada como um retrocesso, respondeu com o brilhante discurso, do qual destaca-se o conhecido trecho:
"Fui liberal; então a liberdade era nova no país, estava nas aspirações de todos, mas não nas leis, o poder era tudo: fui liberal. Hoje, porém, é diverso o aspecto da sociedade: os princípios democráticos tudo ganharam e muito comprometeram; a sociedade, que então corria risco pelo poder, corre agora risco pela desorganização e pela anarquia. Como então quis, quero hoje servi-la quero salvá-la; e por isso sou regressista. Não sou trânsfuga, não abandono a causa que defendo, no dia dos seus perigos, de sua fraqueza; deixo-a no dia em que tão seguro é o seu triunfo que até o sucesso a compromete. Quem sabe se, como hoje defendo o país contra a desorganização, depois de o haver defendido contra o despotismo e as comissões militares, não terei algum dia de dar outra vez a minha voz ao apoio e a defesa da liberdade?…Os perigos da sociedade variam; o vento das tempestades nem sempre é o mesmo: como há de o político, cego e imutável, servir no seu país?"
Em 22 de julho de 1840, em suas primeiras 24 horas como ministro da pasta do Império ("Ministério das Nove Horas"), sustentou bravamente a posição contrária à maioridade de D. Pedro II (1840-1889), fundamentado no princípio da inviolabilidade da Constituição, que não previa a coroação antes da maioridade legal. Derrotado no Parlamento, caiu o seu gabinete, fato que confidenciou terem sido as mais gloriosas 24 horas de vida pública.
Dentre as numerosas contribuições de Bernardo de Vasconcelos à formação política do Estado brasileiro estão o Ato Adicional e os Códigos Civil e Criminal. Deixou nome como fundador do Arquivo Nacional e do Colégio Pedro II. Autor de diversos artigos para O Universal (Ouro Preto), o Sete de Abril (1833 a 1837) e a Sentinela (1842), no Rio de Janeiro.
Sua obra mais importante talvez seja a famosa "Carta aos Eleitores Mineiros" (1827), redigida em sua terra natal e publicada em São João del-Rei, a que se acrescentam os brilhantes discursos pronunciados nas Casas em que serviu como deputado e ministro.

## Legado
Bernardo Pereira de Vasconcelos marcou profundamente sua trajetória na História política do Brasil participando efetivamente nos mais diversos segmentos. Participando na criação da Lei de Terras, regulamentada em 30 de janeiro de 1854, terá deixado para alguns uma marca negativa. Pela dita lei, todas as terras pertencentes ao Estado brasileiro só poderiam ser adquiridas mediante pagamento, e não pela posse ou usucapião. A esquerda brasileira entende que as consequências dessa lei foram nefastas, pois a mesma supostamente estimulou a concentração da propriedade agrícola no país e contribui para a desigualdade social no Brasil. Já alguns analistas entendem que a lei foi importante para moralizar e impedir invasões de terras públicas e evitar o desmatamento de florestas nativas.
Entretanto, foi um dos primeiros a levantar a bandeira pela valorização do magistério e a defesa da educação pública de qualidade; a obrigatoriedade dos ministros de Estado de prestarem contas de seus atos e atividades ministeriais; um dos responsáveis pela criação da lei que responsabilizava criminalmente funcionários públicos por prevaricação; etc.